# Wahlen zum Senat der Vereinigten Staaten 1966
Die Wahlen zum Senat der Vereinigten Staaten 1966 zum 90. Kongress der Vereinigten Staaten fanden am 8. November statt. Sie waren Teil der Wahlen in den Vereinigten Staaten an diesem Tag, den Halbzeitwahlen (engl. midterm election) in der Mitte der zweiten (und ersten vollen) Amtszeit von Präsident Lyndon B. Johnson.
Durch die Kontroverse um den Vietnamkrieg und den Vorteil der Halbzeitwahl konnten die Republikaner drei Sitze von den Demokraten gewinnen. Diese verloren damit ihre erst 1964 gewonnene Zweidrittelmehrheit im Senat, waren mit 64 zu 36 Sitzen aber immer noch deutlich stärker als die Republikaner.
Zur Wahl standen die 33 Sitze der Klasse II, außerdem fanden zwei Nachwahlen für vorzeitig aus dem Amt geschiedene Senatoren statt. 20 dieser Senatoren gehörten der Demokratischen Partei an, 15 den Republikanern. 28 Amtsinhaber konnten ihren Sitz verteidigen, 15 Demokraten und 13 Republikaner. 3 bisher demokratische Sitze gingen an die Republikaner, die Demokraten konnten keinen Sitz von den Republikanern gewinnen.
Zu Veränderungen nach der Wahl siehe auch Liste der Mitglieder des Senats im 90. Kongress der Vereinigten Staaten.

## Ergebnisse

### Nachwahlen zum 89. Kongresses
Die Inhaber der hier zur Wahl stehenden Sitze wurden als Ersatz für ausgeschiedene Senatoren ernannt, die Wahlen fanden gleichzeitig mit der Wahl zum 90. Kongress statt. Die Gewinner dieser Wahlen wurden vor dem 3. Januar 1967 in den Senat aufgenommen, also während des 89. Kongresses.
| Staat          | Amtierender Senator  | Partei   | Nachwahl   | Ergebnis                | Neuer Senator        |
| -------------- | -------------------- | -------- | ---------- | ----------------------- | -------------------- |
| South Carolina | Donald S. Russell    | Demokrat | Klasse III | von Demokraten gehalten | Fritz Hollings       |
| Virginia       | Harry F. Byrd junior | Demokrat | Klasse I   | bestätigt               | Harry F. Byrd junior |

- bestätigt: ein als Ersatz für einen ausgeschiedenen Senator ernannter Amtsinhaber wurde bestätigt.

### Wahlen zum 90. Kongress
Die Gewinner dieser Wahlen wurden am 3. Januar 1967 in den Senat aufgenommen, also bei Zusammentritt des 90. Kongresses. Alle Sitze dieser Senatoren gehören zur Klasse II.
| Staat          | Amtierender Senator      | Partei       | Ergebnis                   | Neuer Senator           |
| -------------- | ------------------------ | ------------ | -------------------------- | ----------------------- |
| Alabama        | John Sparkman            | Demokrat     | wiedergewählt              | John Sparkman           |
| Alaska         | Bob Bartlett             | Demokrat     | wiedergewählt              | Bob Bartlett            |
| Arkansas       | John Little McClellan    | Demokrat     | wiedergewählt              | John Little McClellan   |
| Colorado       | Gordon L. Allott         | Republikaner | wiedergewählt              | Gordon L. Allott        |
| Delaware       | Cale Boggs               | Republikaner | wiedergewählt              | Cale Boggs              |
| Georgia        | Richard B. Russell       | Demokrat     | wiedergewählt              | Richard B. Russell      |
| Idaho          | Leonard B. Jordan        | Republikaner | wiedergewählt              | Leonard B. Jordan       |
| Illinois       | Paul Howard Douglas      | Demokrat     | Zugewinn Republikaner      | Charles H. Percy        |
| Iowa           | Jack Miller              | Republikaner | wiedergewählt              | Jack Miller             |
| Kansas         | James B. Pearson         | Republikaner | wiedergewählt              | James B. Pearson        |
| Kentucky       | John Sherman Cooper      | Republikaner | wiedergewählt              | John Sherman Cooper     |
| Louisiana      | Allen J. Ellender        | Demokrat     | wiedergewählt              | Allen J. Ellender       |
| Maine          | Margaret Chase Smith     | Republikaner | wiedergewählt              | Margaret Chase Smith    |
| Massachusetts  | Leverett Saltonstall     | Republikaner | von Republikanern gehalten | Edward Brooke           |
| Michigan       | Robert P. Griffin        | Republikaner | wiedergewählt              | Robert P. Griffin       |
| Minnesota      | Walter Mondale           | Demokrat     | bestätigt                  | Walter Mondale          |
| Mississippi    | James Eastland           | Demokrat     | wiedergewählt              | James Eastland          |
| Montana        | Lee Metcalf              | Demokrat     | wiedergewählt              | Lee Metcalf             |
| Nebraska       | Carl Curtis              | Republikaner | wiedergewählt              | Carl Curtis             |
| New Hampshire  | Thomas J. McIntyre       | Demokrat     | wiedergewählt              | Thomas J. McIntyre      |
| New Jersey     | Clifford P. Case         | Republikaner | wiedergewählt              | Clifford P. Case        |
| New Mexico     | Clinton Presba Anderson  | Demokrat     | wiedergewählt              | Clinton Presba Anderson |
| North Carolina | B. Everett Jordan        | Demokrat     | wiedergewählt              | B. Everett Jordan       |
| Oklahoma       | Fred R. Harris           | Demokrat     | wiedergewählt              | Fred R. Harris          |
| Oregon         | Maurine Brown Neuberger  | Demokrat     | Zugewinn Republikaner      | Mark Hatfield           |
| Rhode Island   | Claiborne Pell           | Demokrat     | wiedergewählt              | Claiborne Pell          |
| South Carolina | Strom Thurmond           | Republikaner | wiedergewählt              | Strom Thurmond          |
| South Dakota   | Karl Earl Mundt          | Republikaner | wiedergewählt              | Karl Earl Mundt         |
| Tennessee      | Ross Bass                | Demokrat     | Zugewinn Republikaner      | Howard Baker            |
| Texas          | John Tower               | Republikaner | wiedergewählt              | John Tower              |
| Virginia       | Absalom Willis Robertson | Demokrat     | von Demokraten gehalten    | William B. Spong        |
| West Virginia  | Jennings Randolph        | Demokrat     | wiedergewählt              | Jennings Randolph       |
| Wyoming        | Milward L. Simpson       | Republikaner | von Republikanern gehalten | Clifford P. Hansen      |

- wiedergewählt: ein gewählter Amtsinhaber wurde wiedergewählt.
- bestätigt: ein als Ersatz für einen ausgeschiedenen Senator ernannter Amtsinhaber wurde bestätigt.